# سیسوق
سیسوق (به عربی: سیسوق) یک منطقهٔ مسکونی در لبنان است که در شهرستان عکار واقع شده‌است. سیسوق ۱٫۹۵ کیلومتر مربع مساحت و ۴۷۰ نفر جمعیت دارد و ۴۱۰ متر بالاتر از سطح دریا واقع شده‌است.